# Токијски сумрак
„Токијски сумрак” (јап. 東京暮色 Tōkyō boshoku) јапанска је филмска драма у режији Јасуџироа Озуа из 1957. Сматра се једним од мрачнијих остварења Озуове филмографије. Уједно је и његов последњи црно-бели филм. Главни протагонисти су чланови отуђене породице - самохрани отац (тумачи га Чишу Рју) и његове две одрасле ћерке (тумаче их Сецуко Хара и Инеко Арима). Њихове прећутане тајне проузрокују низ мелодрамских расплета. Сценарио су написали Јасуџиро Озу и Кого Нода. Директор фотографије је био Јухару Ацута.

## Заплет филма
Заплет филма плете се око чланова породице коју чине самохрани отац Шукичи (игра га Чишу Рју) и његове две ћерке Такако (игра је Сецуко Хара) и Акико Сугијама (тумачи је Инеко Арима). Такако се вратила у очев дом, након што је напустила мужа алкохоличара, са којим има једну ћерку. Она прикрива од свог оца разлог због чега је напустила супруга. Млађа сестра Акико је још увек ученица. Она похађа школу за дактилографе. Акико покушава да пронађе свог момка Кенџија (Масами Таура), не би ли му саопштила да је трудна. Док га тражи, Акико у салону махџонга сусреће Кисако (Исизу Јамада). У разговору са њом испоставља се да Кисако зна доста о њеној породици. Акико саопштава својој сестри Такаки о сусрету са необичном женом. Такако схвата да је та жена заправо њихова мајка која их је напустила када су биле мале и отишла са другим мушкарцем. Она одлази у салон где моли Кисаку да нипошто не открива тајну свог идентитета млађој ћерци.
У међувремену, Акико проналази Кенџија и саопштава му да је трудна. Он избегава да преузме одговорност и поново бежи. Акико кришом позајмљује паре из банке где јој ради отац и одлази сама на абортус. У психички лошем стању Акико сазнаје да је њена сестра посетила мистериозну жену из салона. Повезујући неколико детаља, она сазнаје идентитет своје мајке, те одлази да се суочи са њом. Након што је сусрет прошао драматично, Акико одлази у кинески ресторан нудли где пије већу количину сакеа. У исти ресторан долази и Кенџи, што проузрокује још већи бес код Акико. Она напушта радњу и, трчећи у агонији, пада под воз.
Акико је у болници у веома тешком стању. Пред оцем и сестром исказује жељу о новом животу. У следећој сцени, уз помоћ монтажне елипсе типичне за Озуове филмове, огорчена Такако одлази код своје мајке и обавештава је да је Акико преминула. Кисако је узнемирана, те одлучује да са супругом напусти Токио. Пре одласка посећује Такаку и саопшава јој своју одлуку. На железничкој станици мајка очекује од ћерке да дође да се опросте, али до сусрета не долази. У последњој сцени филма Такако саоштава оцу да ће се вратити свом мужу јер не жели да јој ћерка расте без једног родитеља. Шукичи се слаже са њеном одлуком.

## Улоге
| Глумац            | Улога                                  |
| ----------------- | -------------------------------------- |
| Инеко Арима       | Акико Сугијама                         |
| Сецуко Хара       | Такако Нумата, Акикина старија сестра  |
| Чишу Рју          | Шукичи Сугијама, Акикин и Такакин отац |
| Исузу Јамада      | Кикуко Сома, Акикина и Такакина мајка  |
| Харуко Сугимура   | Шигеко Такеучи, Шукичијева сестра      |
| Нобуо Накамура    | Сакае Сома, Кикукин нови муж           |
| Каматари Фуџивара | власник ресторана нудли                |
| Кинзо Шин         | Јасуо Нумата, Такакин муж алкохоличар  |
| Теиџи Такахаши    | Нобуро Кавагучи                        |
| Масама Таура      | Кенџи                                  |

## Филмска критика на западу
Сви Озуови филмови, па и „Токијски сумрак”, били су углавном непознати на западу током режисеровог живота. Интересовање је настало тек шездесетих година двадестог века, а од тада је њихова репутација само расла. Ипак, „Токијски сумрак” и данас не спада у Озуова најпознатија остварења. Филмски критичари на западу су тек накнадно дочекали филм похваланим приказима. Сајт Ротен томејтоуз је израчунао да је 100% од укупно 8 филмских критика дало филму позитивну оцену.
Ричард Броди је кратки приказ у „Њујоркеру” започео речима: Ова бурна и мрачна породична мелодрама из 1957. одриче се сентименталности зарад емоционалне дубине и филозофске тежине под редитељском палицом Јасиџура Озуа. Фред Кампер је у критици за „Чикаго ридер” назвао „Токијски сумрак” једним од најбољих филмова у Озуовој каријери. Посебно је истакао: Отац и старија ћерка желе да свет посматрају сталожено попут Озуове статичне камере, присиљавајући себе да на крају прихвате трагедију као нешто што је неизбежно у животу.
Доналд Ричи у књизи једноставног назива „Озу: његов живот и филмови” тврди да је „Токијски сумрак” једно од филмских остварења са највећим бројем мелодрамских мотива у Озуовој каријери. Он истиче да је мотив недостатка родитељске љубави, присутан и у другим Озуовим остварењима (на пример у обе верзије филма „Плутајуће траве”), али да је мотив самоубиства врло редак у његовим филмовима. Сведеност стила и веома добри дијалози омогућавају да се мелодрамски мотиви никада не доживљавају као претерани и пренаглашени.